# Karl Offmann
Karl Auguste Offmann (ur. 25 listopada 1940 w Port Louis, zm. 12 marca 2022 w Beau Bassin) – maurytyjski polityk, prezydent Mauritiusa.
Pełnił kolejno funkcje: ministra rozwoju ekonomicznego i planowania (1983), ministra samorządu terytorialnego (1984–1986), ministra bezpieczeństwa socjalnego, solidarności narodowej i instytucji reformatorskich (1988–1991). Członek lewicowej partii MSM (Socjalistyczny Ruch Mauritiusa) i jej sekretarz generalny w latach 1996–2000. Pełnił funkcję prezydenta republiki od 25 lutego 2002 do 7 października 2003.
Zmarł 12 marca 2022.